# Experiencia Personalizada de Windows Live
Windows Live Customized Experience (también conocido como My.Live.com, anteriormente Live.com ) fue un portal personalizable lanzado por Microsoft a principios de noviembre de 2005. Fue uno de los primeros servicios de Windows Live en lanzarse.

## Características
Live.com permite a los usuarios agregar canales RSS para ver las noticias de un vistazo. A partir de la página experimental Start.com de Microsoft, Live.com podría personalizarse con Gadgets, miniaplicaciones que podrían servir para casi cualquier propósito (por ejemplo, lectores de correo, informes meteorológicos, presentaciones de diapositivas, búsquedas, juegos, etc.). Algunos gadgets se integran con otros servicios de Windows Live, incluidos Hotmail, Live Search y Favoritos .
Los usuarios pueden crear múltiples pestañas del sitio y personalizar cada una con diferentes feeds, gadgets, diseños y combinaciones de colores, lo que lo convierte en un competidor de iGoogle y Pageflakes, entre otros.

## Historia
</br> El 14 de diciembre de 2004, Start.com, el predecesor de Live.com, inició pruebas internas. El 5 de febrero de 2005, se puso en marcha la primera versión, http://www.start.com/1 . El 10 de marzo, http://www.start.com/2 se puso en marcha y el 3 de junio, http://www.start.com/3 se puso en marcha. El 1 de septiembre, lo lanzaron en http://www.start.com/ . El 13 de septiembre, los sitios para desarrolladores se pusieron en marcha.
La vida El dominio .com anteriormente era propiedad de Live Networks Inc., un productor de software de redes de transmisión.  Live.com de Microsoft se lanzó el 1 de noviembre de 2005 con la marca Windows Live y varias mejoras. . El 8 de noviembre habían agregado soporte para Firefox . El 23 de noviembre se agregaron temas. El 15 de diciembre, se puso en marcha la compatibilidad con Opera 9, nuevos dispositivos y otras mejoras. El 20 de diciembre se mejoró el buscador. El 27 de enero de 2006 vio soporte para imágenes en canales RSS. El 28 de febrero se actualizó el cuadro de búsqueda. El 7 de marzo, Live.com se actualizó con una nueva apariencia, más dispositivos y una interfaz mejorada. También presentó, por primera vez, el nuevo Windows Live Search (ahora Bing ). Las funciones incluían desplazamiento inteligente, búsqueda dinámica de imágenes y búsquedas guardadas. El 30 de marzo, se realizaron otras mejoras, especialmente en relación con la experiencia de primera ejecución y la persistencia del modo de solo búsqueda.
El 12 de septiembre de 2006, Live.com salió oficialmente de la versión beta y también se lanzó una versión beta de Live.com Mobile para dispositivos móviles. En los días siguientes, MSN Search comenzó a redirigir al nuevo Windows Live Search y se completó la implementación. 
El 3 de agosto de 2007, Microsoft Japón reveló detalles de Windows Live 2.0 en su Reunión Estratégica Empresarial anual 2008, incluida una nueva versión de la página de inicio de Windows Live. Se esperaba que en otoño de 2007 se lanzara un nuevo portal de Windows Live, con la marca Windows Live Home, que presentaba un nuevo diseño de interfaz junto con mejoras de Windows Live ID .  Microsoft confirmó más tarde que Windows Live Home no reemplaza a Live.com. El 21 de noviembre de 2007, el equipo de Live.com anunció en su blog que se estaba trabajando en una nueva versión de Live.com. 
Debido a que todos los servicios en línea de Windows Live están ubicados en subdominios de Live.com, el sitio fue alguna vez el hogar reconocido del movimiento "Live" de Microsoft. Sin embargo, el 17 de abril de 2008, Live.com se trasladó oficialmente a my.live.com y su nombre ahora se conoce como Experiencia personalizada de Windows Live . Live.com se convirtió en el hogar de Live Search como parte del movimiento de Microsoft para impulsar sus servicios de publicidad y búsqueda en línea. Windows Live Home se convirtió en el portal de inicio oficial para todos los servicios de Windows Live. La experiencia personalizada de Windows Live se actualizó el 8 de agosto de 2008 con el nuevo tema de Windows Live 2.0 .
Cuando Bing se lanzó en junio de 2009, Live.com comenzó a redirigir a Bing.com; La Experiencia personalizada de Windows Live todavía estaba accesible en la dirección my.live.com. A mediados de enero de 2010 se anunció que la experiencia personalizada de Windows Live se suspendería a partir del 30 de marzo de 2010, mientras que se anima a los usuarios a utilizar Mi MSN como servicio de reemplazo.  En abril de 2010, my.live.com Archivado el 1 de diciembre de 2007 en Wayback Machine. comenzó a redirigir a Mi MSN y Live.com comenzó a redirigir a Windows Live Home .